# TG Sokół Sokołów Małopolski
TG Sokół Sokołów Małopolski – jednosekcyjny klub sportowy z siedzibą w mieście Sokołów Małopolski, powstały na bazie koła Towarzystwa Gimnastycznego „Sokół”, utworzonego w mieście dnia 17 listopada 1894 roku. W chwili obecnej prowadzona jest sekcja piłki nożnej, a w swojej wieloletniej działalności w historię klubu wpisały się sekcje boksu, siatkówki, lekkiej atletyki, podnoszenia ciężarów, kręgli, akrobatyki sportowej, koszykówki czy badmintona. Piłkarze TG Sokół występują obecnie w rozgrywkach rzeszowskiej klasy okręgowej.

## Klub obecnie

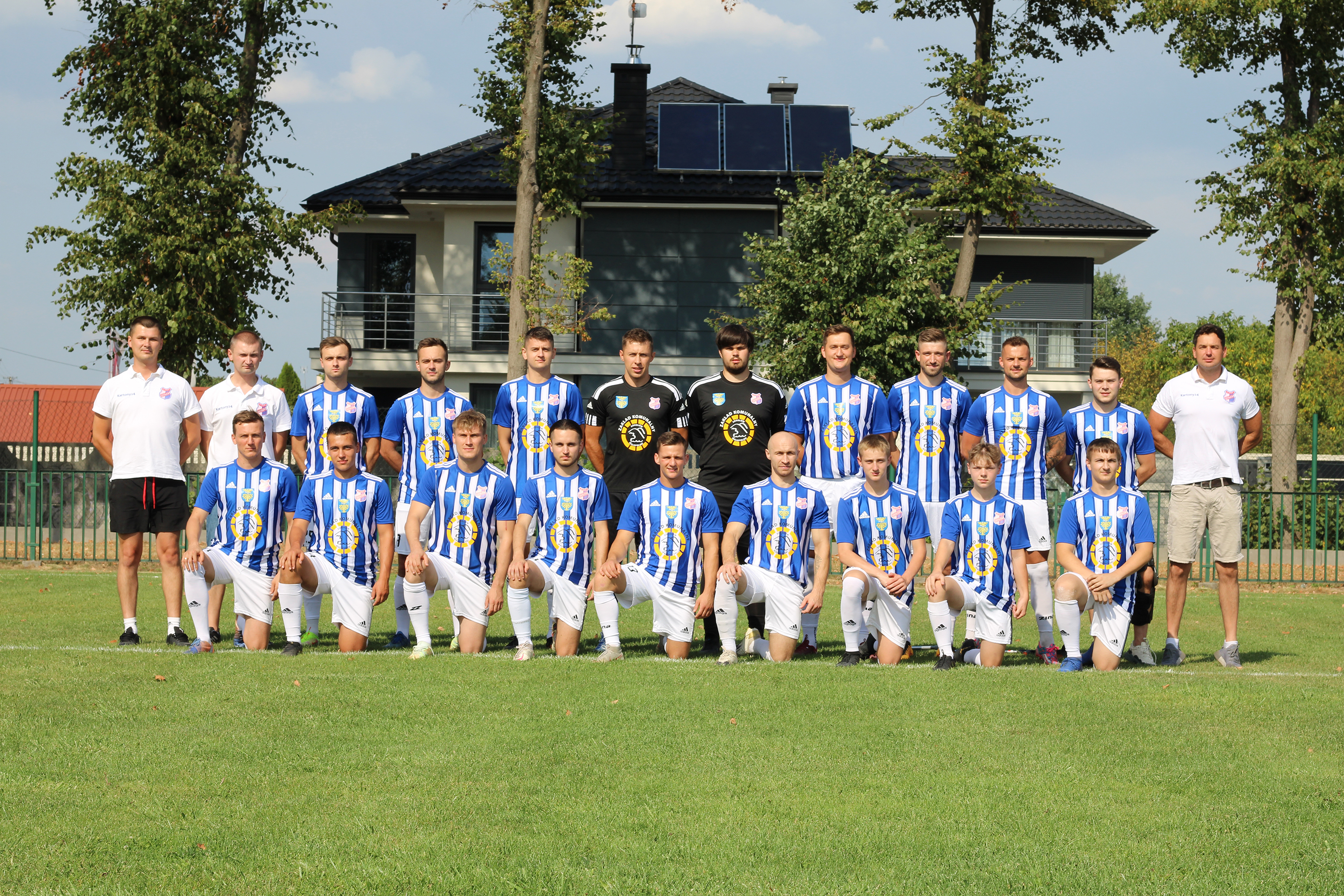
Seniorzy TG Sokół Sokołów Małopolski (Sierpień 2022)

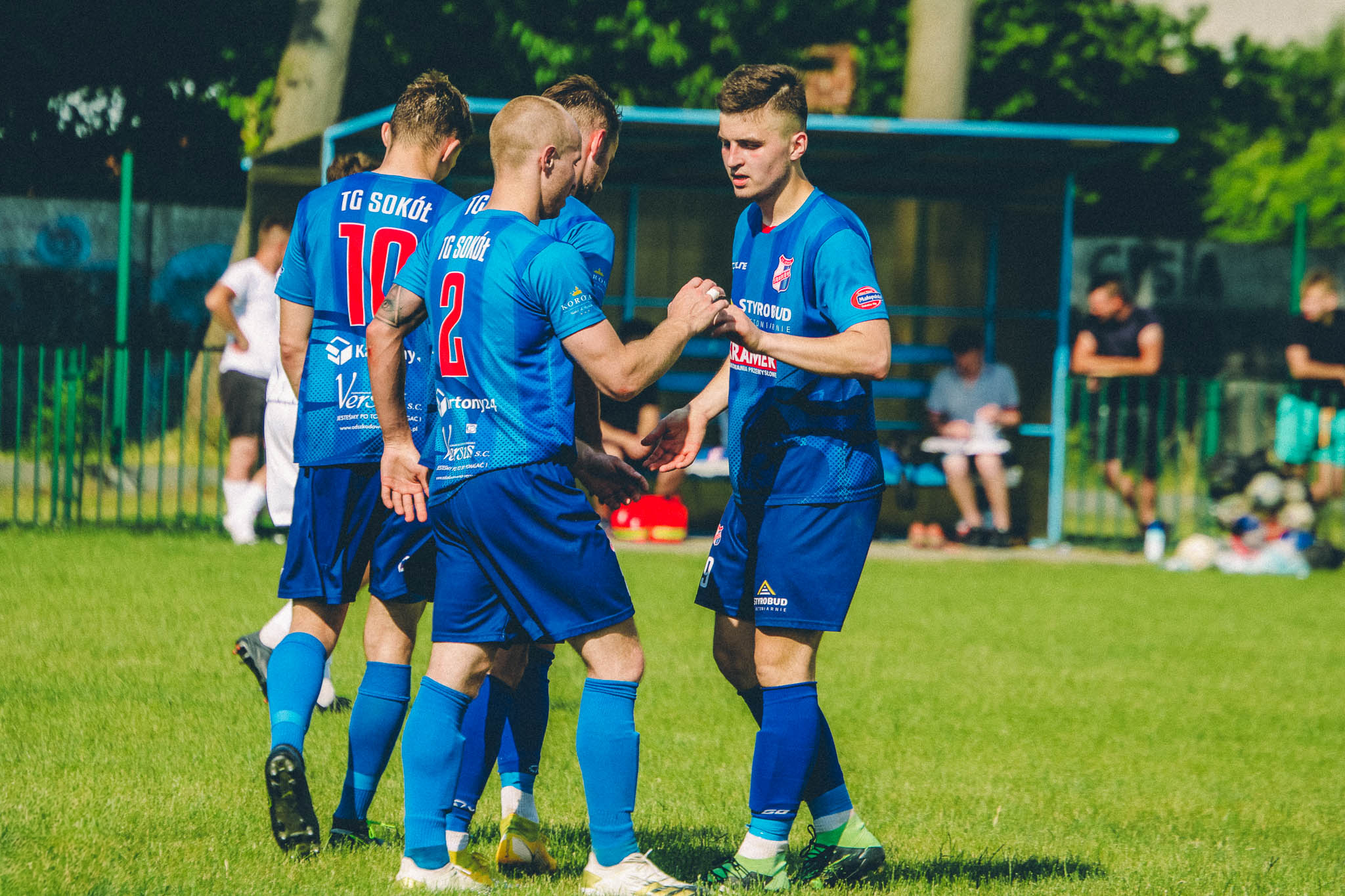
Mecz ligowy seniorów Sokoła (2021)

### Współpraca
2 czerwca 2016 roku klub nawiązał oficjalną współpracę z Cracovią. 20 marca 2019 roku TG Sokół po podpisaniu umowy został klubem filialnym Rakowa Częstochowa i współpracuje z tym klubem pod kątem szkolenia młodzieży.

### Sekcje młodzieżowe
16 czerwca 2015 roku została uruchomiona szkółka piłkarska Akademii Futbolu TG Sokół Sokołów Małopolski, której pierwszym patronem został Mateusz Cetnarski. Pokazowe treningi dla lokalnej młodzieży prowadzili m.in. Jacek Magiera, Marcin Kępa oraz Marek Śledź, a w wydarzeniach sportowych organizowanych przez AF uczestniczyli byli reprezentanci Polski w piłce nożnej oraz artyści. Obecnie w szkółce trenuje aktywnie grupa 110 dzieci w wieku 4–15 lat. Oprócz tego klub posiada grupę juniorów starszych do lat 19, występujących w Klasie Okręgowej.

### Chronologia nazw
- 1894 TG Sokół Sokołów Małopolski
- 1945 KS Sokołów Małopolski
- 1947 ZKS Związkowiec Sokołów Małopolski
- 1951 KS Spójnia Sokołów Małopolski
- 1955 KS Sparta Sokołów Małopolski
- 1957 KS Sokołowianka Sokołów Małopolski
- 1998 TG Sokół Sokołów Małopolski
- 2002 Crunchips TG Sokół Sokołów Małopolski (pod nazwą sponsora)
- 2003 TG Sokół Sokołów Małopolski

## Sukcesy
Piłka nożna
- Mistrzostwo Klasy A (awans do Klasy Okręgowej) – 1971/72[6]
- Gra w III lidze – 1973/74[6]
- Puchar Polski w trzech powiatach (odpowiednik obecnego Pucharu OZPN Rzeszów) – 1950/1951[7]
- Mistrzostwo Klasy Okręgowej (awans do IV ligi) – 1994/95[8]
- Baraż o Klasę Wojewódzką – 1951[9]
- Mistrzostwo Klasy B – 1961/62[7]

Piłka nożna (młodzieżowa)
- Mistrzostwo II ligi podkarpackiej juniorów (awans do I Ligi Podkarpackiej) – 2001/02[10]
- Mistrzostwo klasy okręgowej juniorów (awans do Klasy Międzyokręgowej) – 1985/86[11]

Badminton
- II liga polska w badmintonie – 1986/87, 1987/88, 1988/89, 1989/90
- 4. miejsce – Mistrzostwa Polski juniorów – 1989

## Rekordy i serie[13]
- Najwyższe ligowe zwycięstwo:

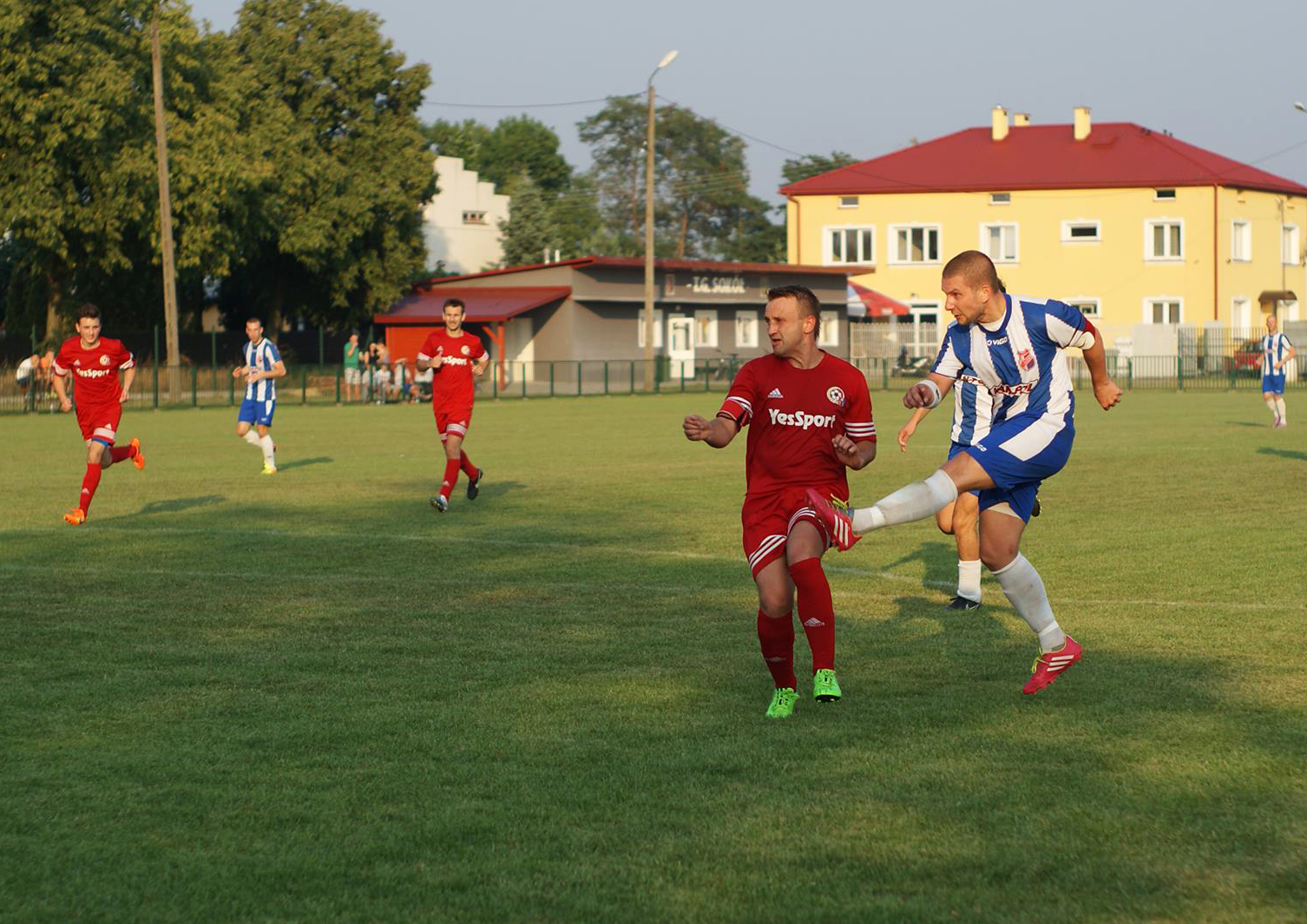
Karol Nowak – najlepszy strzelec w najnowszej historii Sokoła (2015)

– TG Sokół vs Sawa Sonina (12:1 – Klasa A 2002/2003), TG Sokół vs Dynovia (11:0 – Klasa Okręgowa 2015/2016), Sokołowianka vs LZS Dzikowiec (12:1 – Klasa C 1959), Zimowit Rzeszów vs Sokołowianka (0:11 – Klasa Okręgowa 1991/1992)
- Najwyższa ligowa porażka:

– Stal II Rzeszów – Sokołowianka (10:0 – Klasa B 1958)
- Najlepszy strzelec w meczach ligowych:

– Karol Nowak (153 gole, 2010-2016)
- Zwycięstwa w lidze z rzędu:

– 19 (23 października 1994 – 6 sierpnia 1995)
- Mecze bez porażki (ogółem):

– 23 1994/95, 1995/96
- Mecze bez porażki (u siebie):

– 49 (24 października 1993 – 6 sierpnia 1995)
- Mecze bez straty gola (z rzędu):

– 7 (1994/1995)

## Historia

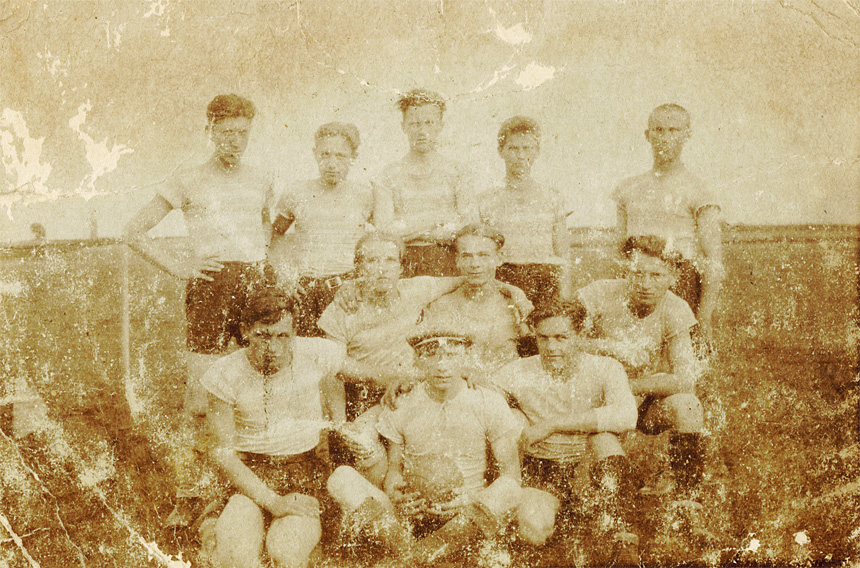
Przedwojenna drużyna piłkarska TG Sokół z Sokołowa na Błoniach w Turzy (1923)

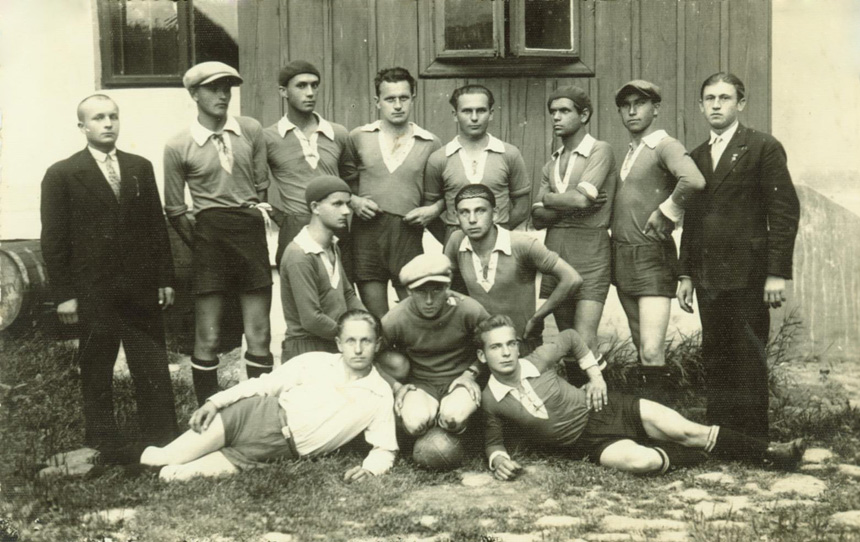
Piłkarze TG Sokół (1936)

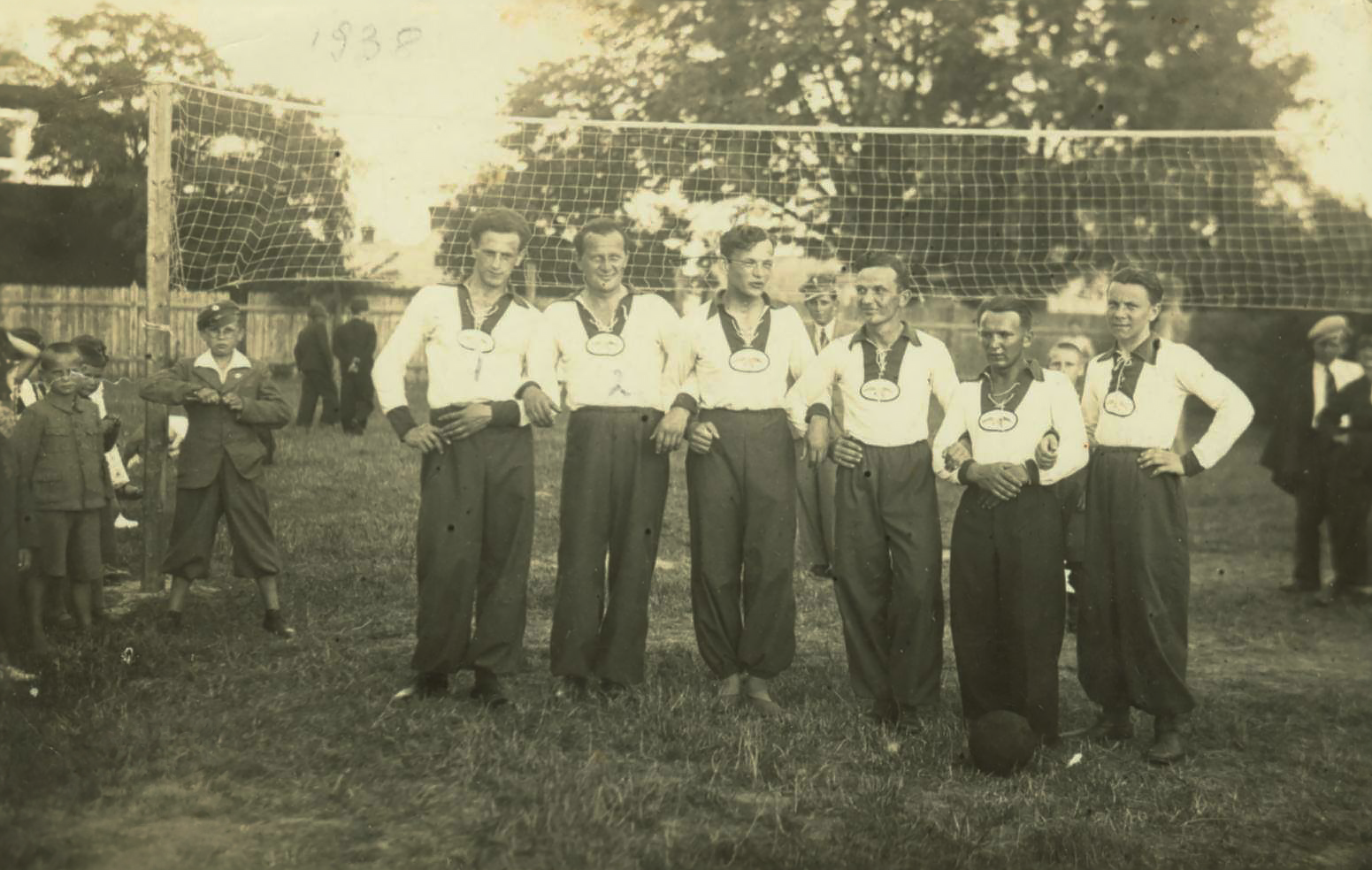
Drużyna siatkarska TG Sokół przed meczem z KS Rzeszów (1938)

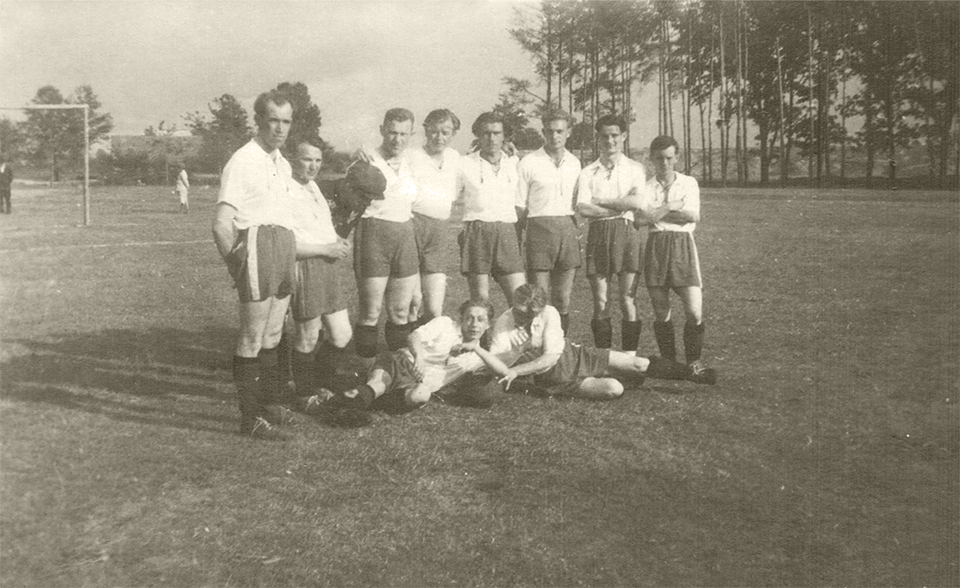
Drużyna piłkarska z Sokołowa Małopolskiego reaktywowana po 2. wojnie światowej (1946)

### Początki
Założycielem sokołowskiego gniazda „Sokoła” był baron Karol de Rüdenstein Rampelt i to on był pierwszym prezesem Towarzystwa. Jego zastępcą został natomiast Bolesław Chodziński. Towarzystwo rozwijało się nie tylko w kierunku sportu i krzewienia kultury fizycznej. Aktywnie uczestniczyło też w miejscowych wydarzeniach patriotycznych.

### Sekcja piłki nożnej

#### 1912-1918
Piłka nożna pojawiła się w Sokołowie Małopolskim w 1912 roku, z inicjatywy Józefa Wosia, studiującego w owym czasie we Lwowie, który podczas wakacji zaznajomił tutejszą młodzież z tą grą zespołową. Od 1912 roku grano w piłkę nożną na Błoniach pod Turzą.

#### Lata międzywojenne
W latach dwudziestych XX wieku istniało w Sokołowie kilka regularnych drużyn, a wśród nich między innymi ZKM oraz Zorza (1923). Pierwsze zawody piłki nożnej z udziałem sokołowskich zespołów miały miejsce w 1919 roku, a sokołowska drużyna rywalizowała z zespołami z Łańcuta, Głogowa Małopolskiego, Rudnika, Rzeszowa czy Leżajska. Piłkarze TG Sokół występowali przed II wojną światową na niższych poziomach rozgrywek ligowych Lwowskiego OZPN. Ponadto TG Sokół z Sokołowa brał udział jako jeden z klubów-założycieli przy formowaniu rzeszowskiego podokręgu Związku Piłki Nożnej w 1938 roku. W czasie wojny pamiątki, budynki klubowe i boisko uległy zniszczeniu. Zaginęły dokumenty, sprzęt sportowy. Zawieszona została także działalność sportowa, aż do 1945 roku.

#### Reaktywacja (1945)[21]
Po wojnie nie reaktywowano już Towarzystwa Gimnastycznego, a działalność Sokoła została w całym kraju zakazana, dlatego w 1945 powołano do życia klub, który nie miał nazwy. Aktywny udział brali w jego uruchomieniu m.in. byli piłkarze Pogoni Lwów i przedwojenni działacze oraz sportowcy Towarzystwa. Ze względu na zniszczone działaniami wojennymi boisko piłkarze z Sokołowa powrócili do rozgrywania meczów na Błoniach pod Turzą. Działalność sportową zahamował konflikt z Radą Miejską z Sokołowa o zakupiony wcześniej przez działaczy TG poniemiecki barak, który miał zostać przeznaczony na budowę szatni, świetlicy i sekretariatu klubowego. Rada zdecydowała o innym przeznaczeniu materiałów, na budowę ogrodzenia placu targowego i rzeźni.

#### ZKS Związkowiec (1947-1951)[22][23]
Między innymi dzięki powrotowi do miasta Tadeusza Łuszczkiego, Jana Osiniaka i Kazimierza Stawiarskiego powrócono do planów ożywienia działalności klubu i 15 listopada 1947 roku został formalnie zawiązany Związkowy Klub Sportowy „Związkowiec”. Działalność klubu była na początku bardzo skromna, a główne dochody stanowiły składki członków i sympatyków, wpływy z rozegranych meczów. Prezesem został Antoni Bałajewicz, a patronatem nowo powstałego Związkowca objęli drobni przedsiębiorcy z Sokołowa. Nastąpił szybki rozwój klubu, powstały nowe sekcje: bokserska, piłki ręcznej, lekkoatletyczna, siatkówki i tenisa stołowego. Najważniejszym zadaniem było jednak przywrócenie użyteczności zniszczonego przez wojnę płyty boiska i samego obiektu. W planach była także budowa bieżni lekkoatletycznej i ogrodzenia.
W sezonie 1949/1950 piłkarze z Sokołowa zajęli 7. miejsce w rzeszowskiej (północnej) Grupie Klasy C, a już za prezesury Jana Mikulańca w sezonie 1950/1951 także w rozgrywkach Klasy C Związkowiec Sokołów wygrał 6 spotkań, jedno remisując. Przed rozpoczęciem rundy rewanżowej doszło do reorganizacji rozgrywek w całym kraju i zmieniono system na wiosna/jesień, a Związkowiec mimo pierwszej lokaty nie uzyskał awansu.
14 stycznia 1950 wybrano drugi Zarząd Związkowca. Prezesem został Jan Mikulaniec, a od momentu powstania reaktywowania klubu po wojnie sokołowscy działacze i sportowcy KS-u i Związkowca byli w częstym konflikcie z miejskimi i powiatowymi członkami PZPR.

#### Wojewódzki Puchar Polski 1950/1951[27][28][29]

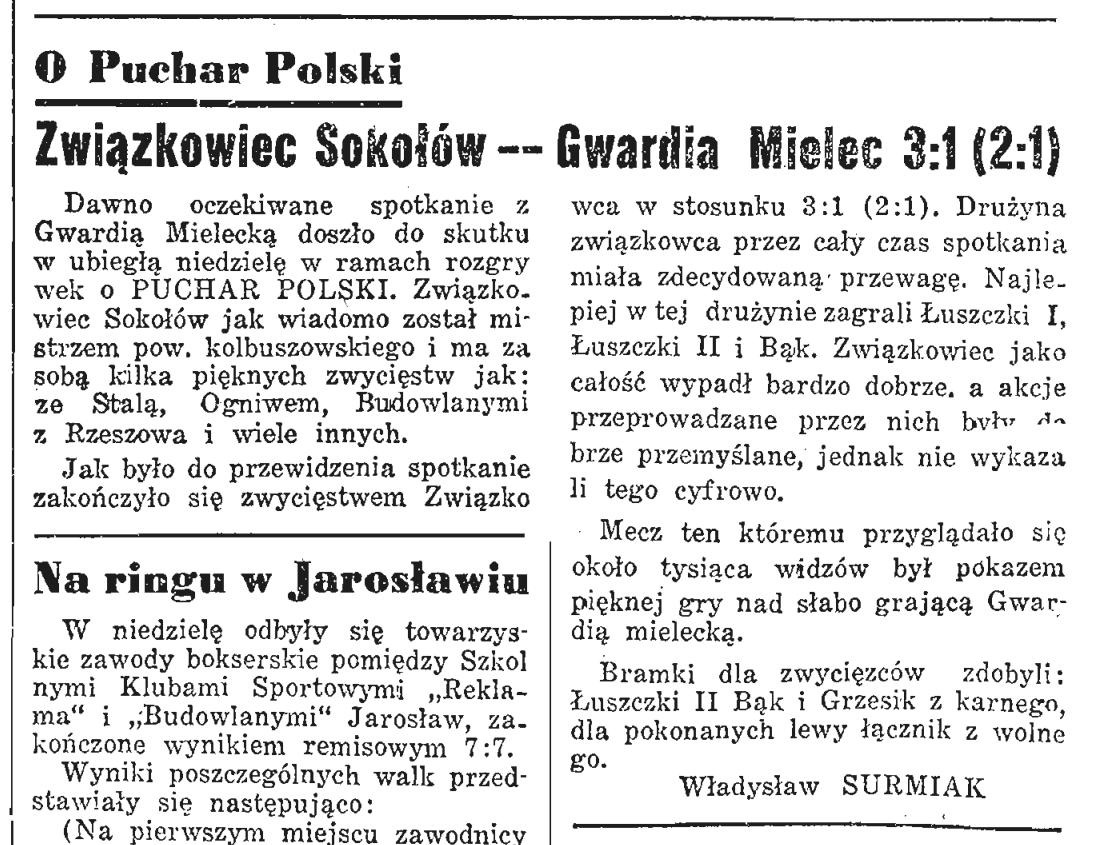
Wycinek z Nowin Rzeszowskich (wrzesień 1950)

Do Pucharu Polski 1950/1951 Związkowiec Sokołów przystąpił od eliminacji powiatowych zdobywając 1. miejsce w powiecie kolbuszowskim. W kolejnych rundach sokołowski klub pokonał kolejno Ogniwo II Rzeszów (2:1), Gwardię II Rzeszów (10:2), Budowlanych Rzeszów (3:1), Gwardię Dębica (5:1), Gwardię Rzeszów (6:0), Stal II Rzeszów, Spójnię Rzeszów (5:4), Ogniwo-Resovię Rzeszów (4:2).
W ćwierćfinale Okręgowego Pucharu Związkowiec pokonał Gwardię Mielec (3:1) i zdobył Puchar Polski w trzech powiatach. Związkowiec Sokołów odpada w kolejnej rundzie po meczu ze Stalą Rzeszów. Jest to w dalszym ciągu najlepszy występ sokołowskich piłkarzy w rozgrywkach o Puchar Polski. Zarówno Spójnia, Gwardia, Ogniwo-Resovia, jak i Stal Rzeszów grały w tym sezonie w Klasie A. Związkowiec występował dwa poziomy niżej.

#### KS Spójnia (1951-1955)

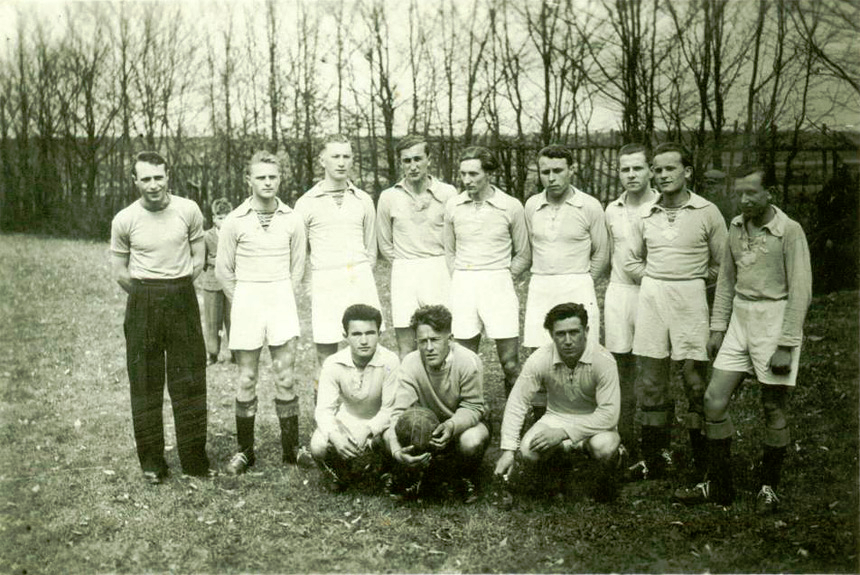
Spójnia Sokołów Małopolski (1954)

Po zakończeniu sezonu, w którym Związkowiec świętował sportowe sukcesy 4 stycznia 1951 przemianowano klub na Koło Sportowe „Spójnia” przy Gminnej Spółdzielni „Samopomoc Chłopska”. Współpraca ze Spółdzielnią nie układała się dobrze, a drużyna futbolowa zanotowała znaczny regres formy. Nie układała się również dobrze współpraca z Komitetem Kultury Fizycznej w Kolbuszowej pod którego zarząd Spójnia przeszła w 1952 roku. Ponadto 11 marca 1953 pod presją Urzędu Bezpieczeństwa zmianie uległ Zarząd Spójni. Jesienią 1953 roku po meczu ze Stalą Gorzyce zamknięto boisko sportowe.

#### Liga barażowa o Klasę Wojewódzką 1951[9]
W sezonie 1951 Spójnia została przydzielona do rozgrywek Klasy Powiatowej, w której Sokołowianie wygrali wszystkie sześć spotkań, zajęli 1. miejsce i awansowali do Baraży o udział w Klasie Wojewódzkiej. Tam, po jedynym zwycięstwie z Gwardią Mielec (4:1), remisie z Ogniwem Nisko 4:4 i czterech porażkach z Kolejarzem Rozwadów, Ogniwem i Gwardią nie udało się uzyskać promocji do ligi wyżej.

#### Klasa II (1952)[9]
W kolejnym sezonie Spójnia Sokołów po kolejnej reorganizacji rozgrywek została przydzielona do Klasy II, w której piłkarze z Sokołowa rywalizowali z Ogniwem Rzeszów, Spójnia Łańcut, Spójnią Rzeszów i Gwardią Rzeszów. Sezon ligowy klub z Sokołowa zakończył dwoma wygranymi (ze Spójnią Łańcut i Gwardią Rzeszów), remisami z Ogniwem Rzeszów, Spójnią Łańcut i Spójnią Rzeszów oraz trzema porażkami – z Gwardią, Ogniwem i Spójnią Rzeszów. Dało to sokołowskiej Spójni 3. miejsce na koniec rozgrywek.
W sezonach 1953 i 1954 Spójnia z Sokołowa rozgrywała swoje mecze w klasie B grupy mieleckiej, gdzie najpierw musiała uznać wyższość Kolejarza Rozwadów, a w drugim sezonie Stali Dęba.

#### KS Sparta (1955-1957)
W końcówce 1954 doszło w Warszawie do połączenia Zrzeszenie sportowe Ogniwa i Spójni, dlatego Spójnia Sokołów została przemianowana na Klub Sportowy Sparta Sokołów Małopolski. Oficjalnie doszło do tego 28 lutego 1955 roku po wyborze nowego Zarządu na którego czele stanął Teodor Piękoś. Początkowe ożywienie w działalności klubu trwało krótko, bo już w 1957 zwracano uwagę na problemy, m.in. z dyscypliną zawodników. Co odbiło się na wynikach sportowych. W sezonach 1955 i 1956 Sparta Sokołów Małopolski rozgrywała swoje mecze w Klasie C.

#### KS Sokołowianka (1957-1998)
24 sierpnia 1957 uległa oficjalnej zmiana klubu. Sparta została przemianowana na Klub Sportowy „Sokołowianka” Sokołów Małopolski. Początkowo Sokołowianką kierował zarząd poprzedniczki. 9 marca 1958 nowym prezesem został Teodor Piękoś, który piastował tę funkcję naprzemiennie z Kazimierzem Stawiarskim (z rocznymi rządami Jana Osiniaka) aż do 1966 roku.
Pierwszy sezon (1958) pod nowym szyldem był słaby w wykonaniu piłkarzy z Sokołowa, Sokołowianka zajęła 14. miejsce w lidze i zanotowała spadek do Klasy C. Powrót do wyższej ligi nastąpił już rok później w sezonie 1960. Po wygraniu grupy Klasy C sokołowski klub trafił do Baraży. Tam, po dwóch remisach rozegrano trzeci mecz, na neutralnym terenie w Rozwadowie, gdzie Sokołowianka pokonała Przeciwlotnika Nisko 3:0.
W sezonie 1960 Sokołowianie po rundzie jesiennej zajmowali 6. miejsce w rozwadowskiej grupie Klasy B. Po powrocie do rozgrywania meczów systemem jesień/zima w sezonie 1960/1961 sokołowski klub zajął 2. miejsce w lidze i ustąpił tylko Orłowi Rudnik. Mistrzowski sezon przyszedł w sezonie 1961/1962, jednak pomimo 1. miejsca w tabeli awans uzyskały rezerwy Stali Mielec.
Od sezonu 1962/1963 Sokołowianka przeniosła się do rzeszowskiej grupy Klasy B i zajęła 4. miejsce na koniec sezonu., w sezonie 1963/1964 po rundzie jesiennej plasowała się na 3. miejscu. Następny sezon zakończył się szczęśliwie dla Sokołowian, ponieważ zajęli 9. miejsce, tuż nad strefą spadkową. Sezon 1965/1966 to kolejne przenosiny. Sokołowianka znalazła się w grupie tarnobrzeskiej klasy B, gdzie zakończyła wiosnę na 7. miejscu. W sezonie 1966/1967 Sokołów poprawił wynik i finiszował na 6. lokacie.
Powrót po dwóch latach do rzeszowskiej grupy Klasy B zaowocował awansem poziom wyżej w sezonie 1968. Sokołowianka zajęła wtedy 3. miejsce, za Chemikiem Pustków i drużyną Ib Wisłoki Dębica. Wszystkie trzy ekipy grały od nowego sezonu w Grupie I Klasy A.

#### Po awansie do Klasy A
Rozgrywki 1968/1969 Sokołowianka rozpoczęła od 6. miejsca po I rundzie, a w dodatkowym dwumeczu przed rundą rewanżową Sokołowianie zagrali z 6. w grupie II Polną Przemyśl (wygrana 3:0 i remis 1:1). Na koniec sezonu Sokołów rozegrał jeszcze dwumecz z Bieszczadami Ustrzyki Dolne i po dwóch zwycięstwach z ekipą z Ustrzyk (4:2, 3:2) zajął 9. miejsce w stawce dwudziestu drużyn z całego województwa rzeszowskiego. W Okręgowym Pucharze Polski (1969) Sokołowianka 23 marca 1969 trafiła w I rundzie na grającą w Lidze Okręgowej Stal Sanok, które zakończyło się zwycięstwem faworyta z Sanoka 3:0 (1:0).
W sezonie 1969/1970 sokołowski klub zajął 2. miejsce w Grupie II Klasy A tuż za rezerwami Wisłoki Dębica. W I rundzie Pucharu Polski (1970) Sokołowianka zmierzyła się 22 marca 1970 ze Stalą Stalowa Wola, liderem Ligi Okręgowej. Po emocjonującym meczu Sokołowianka minimalnie przegrała tamto spotkanie 2:3 (1:2). W drużynie Stali grał w tym czasie Bolesław Biel, przyszły trener klubu z Sokołowa.
Sezon 1970/1971 Sokołów zakończył na 6. miejscu w Grupie I Klasy A, a w sierpniu 1970 roku w I rundzie Pucharu Polski (1970/1971) odpadł w dwumeczu z trzecim w drugiej grupie Klasy A Maratonem Tarnowiec (2:3, 1:2).

#### Awans do Klasy Okręgowej (1972)

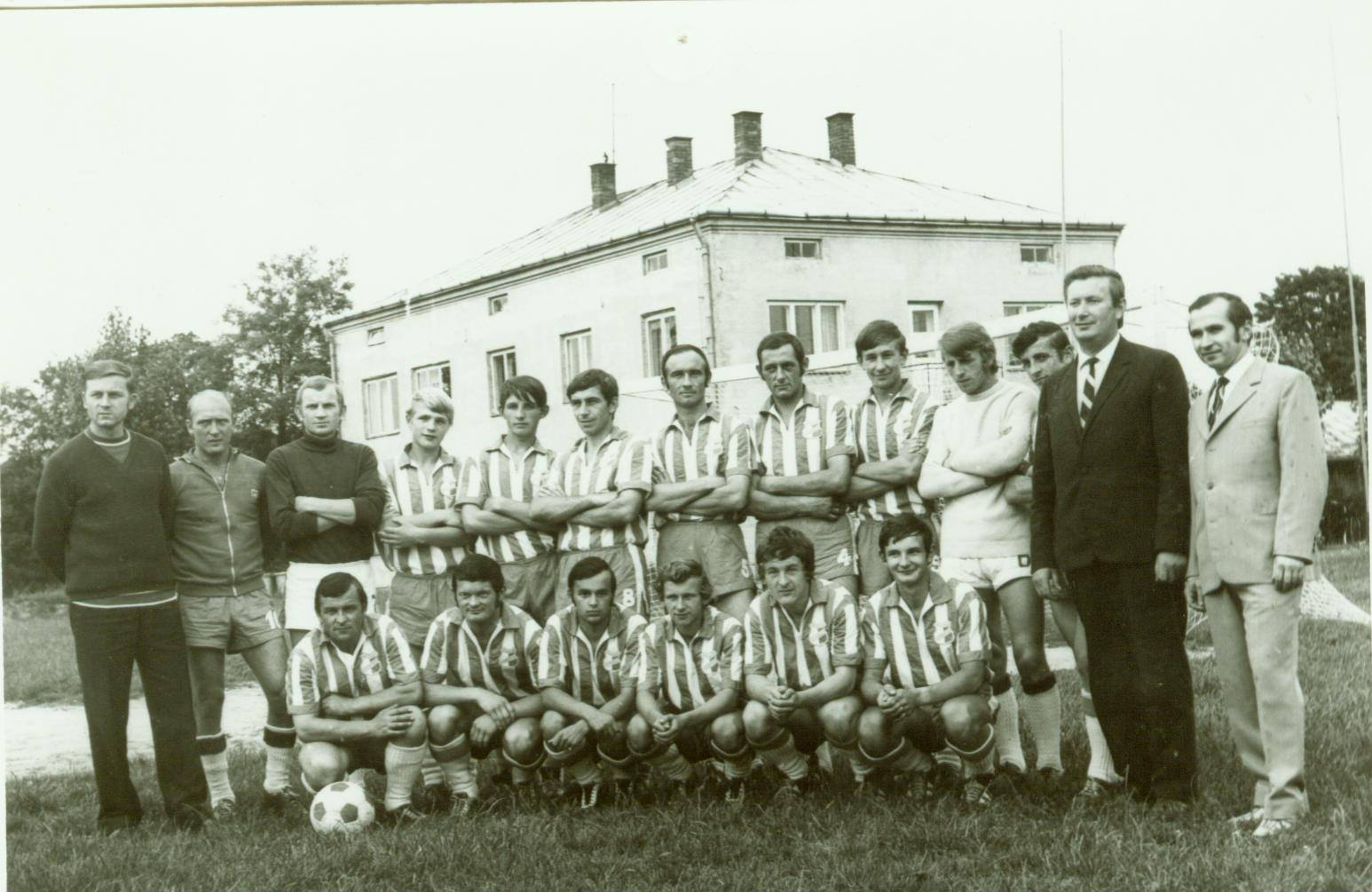
Drużyna seniorów KS Sokołowianka po awansie do Klasy Okręgowej (1972)

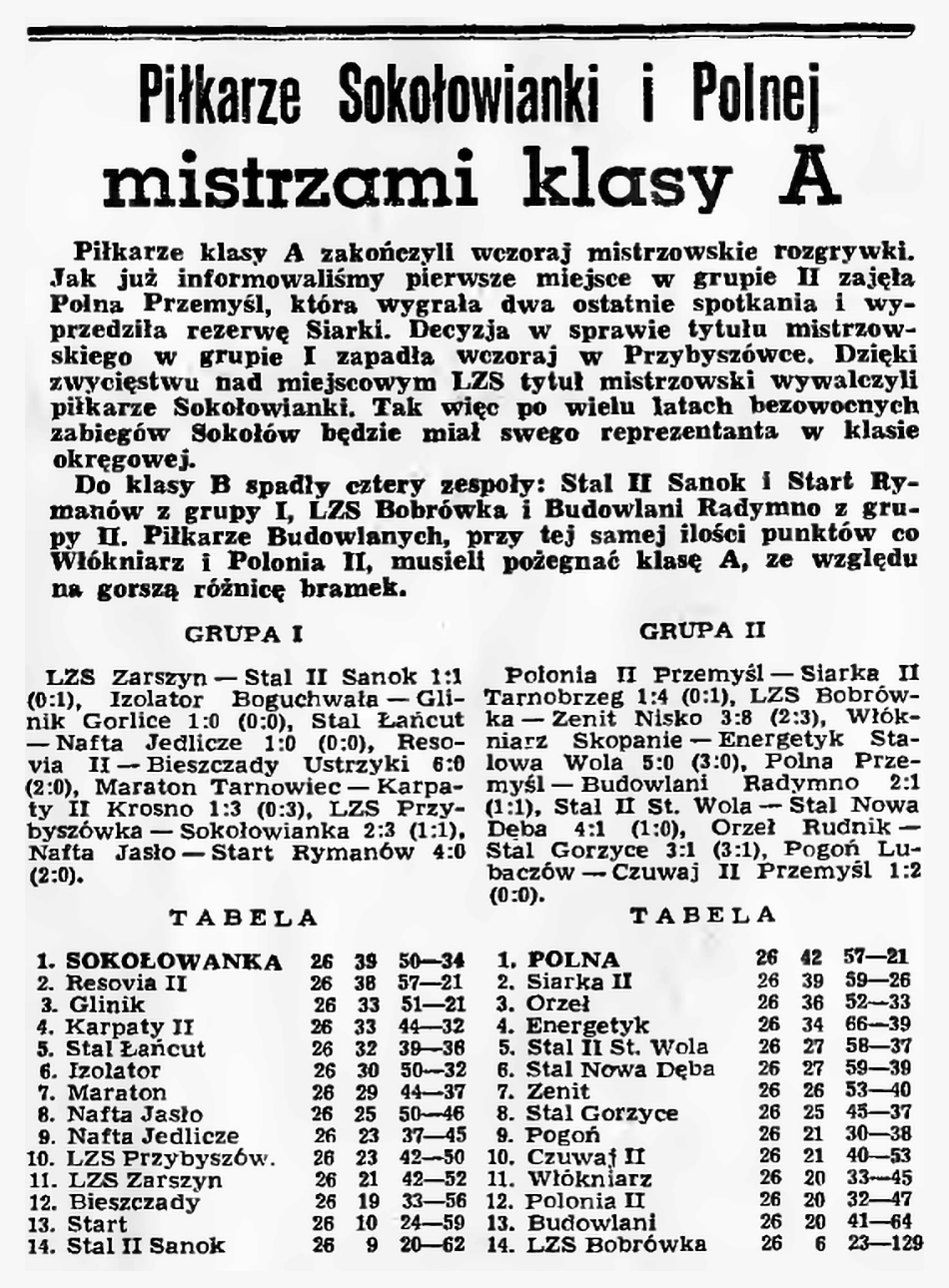
Wycinek z prasy (Nowiny Rzeszowskie, 3 lipca 1972)

Historyczny okazał się dla Sokołowa sezon 1971/1972, po którym Sokołowianka zajęła 1. miejsce, wyprzedzając o jeden punkt rezerwy Resovii. Kluczowe okazało się bezpośrednie starcie obu kandydatów do awansu z 18 czerwca 1972, rozegrane w Rzeszowie, wygrane przez Sokołowiankę 0:1 (0:0). Natomiast sam awans przypieczętowała dopiero ostatnia ligowa kolejka, w której Sokołowianka pokonała 3 lipca 1972 w meczu wyjazdowym LZS Przybyszówka 2:3 (1:1). Podczas fetowania awansu brazylijskim zwyczajem spalono stare bramki na stadionie w Sokołowie. W 1/8 wojewódzkiego Pucharu Polski (1971/1972) Sokołowianka w sierpniu 1972 spotkała się ze Stalą Nowa Dęba. Awans do ćwierćfinału po dwumeczu uzyskała Stal (2:2, 0:1).
Jako beniaminek w sezonie 1972/1973 Sokołowianka zanotowała udany debiut po zwycięstwie z Unią Nowa Sarzyna 2:1, jednak ostatecznie reprezentanci Sokołowa zajęli 13. miejsce w lidze, wyprzedzając Czarni Jasło i utrzymując się w Klasie Okręgowej. W składzie Sokołowian dużą rolę jako stoper odgrywał Zygmunt Marciniak.
W sezonie 1973/1974 nastąpiła reorganizacja rozgrywek, Klasa Okręgowa została nową III ligą. W niej Sokołów rywalizował z takimi zespołami jak Siarka, Resovia, Karpaty Krosno, Stal Sanok, Polonia i Czuwaj Przemyśl czy drugą drużyną Stali Mielec. Liga okazała się zbyt mocna dla Sokołowianki, która zajęła 17. miejsce wyprzedzając Gryf Mielec i kolejny sezon rozpoczynała w Klasie Międzypowiatowej Grupy II (Północnej).

#### Po spadku z III ligi
Rozgrywki Klasy M 1974/1975 Sokołowianka zakończyła na 9. miejscu. W sezonie 1975/1976 zmieniono nazwę rozgrywek i czwarty poziom ligowy w Polsce ponownie nazwano Klasą A. Sokołowscy piłkarze zajęli w nim 8. miejsce i nastąpiła kolejna reorganizacja. Powstała Klasa Wojewódzka, w której wystąpić mieli także gracze z Sokołowa. W Wojewódzkim Pucharze Polski Sokołowianka wyeliminowała w I rundzie 27 sierpnia 1975 roku MZKS Jasło 5:0 (3:0). Odpadła miesiąc później, 24 września w II rundzie (1/8 finału) przegrywając na własnym stadionie z rezerwami Stali Mielec 1:2 (0:1).
Tabela sezonu 1976/1977 ulokowała Sokołowiankę na 12. miejscu Klasy Wojewódzkiej po czym w wyniku reformy ligi (mimo utrzymania nazwy rozgrywek) utrzymało zaledwie pięć najlepszych drużyn. Następny sezon (1977/1978) był słaby w wykonaniu Sokołowian, którzy zakończyli go na 13. miejscu. Rok później, w sezonie 1978/1979 było to już 4. miejsce, 1979/1980 – 11., 1980/1981 – 5., 1981/1982 – 4., 1982/1983 – 8., 1983/1984 – 5. Ponowny awans do Klasy Międzywojewódzkiej (na czwarty poziom rozgrywkowy) przyszedł w sezonie 1984/1985. Sokołowianka zajęła drugie miejsce w tabeli, za rezerwami Zelmer Rzeszów. Stało się to za prezesury Jana Bieńkowskiego, który urzędował na stanowisku prezesa Sokołowianki i późniejszego TG Sokół w latach (1981-1999).

#### Klasa Międzywojewódzka

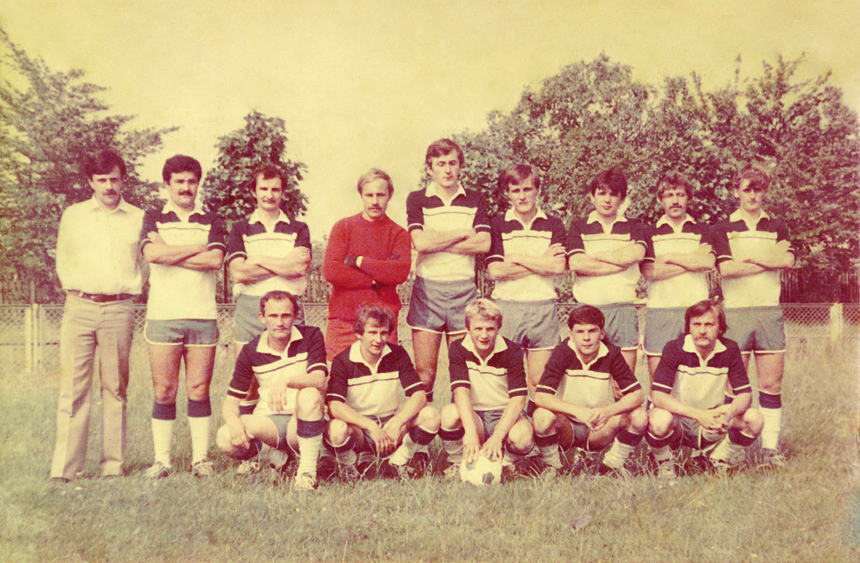
Zespół KS Sokołowianka Sokołów Małopolski (1983)

W pierwszym sezonie po powrocie na szczebel 4. ligi (1985/1986) Sokołowianka zajęła 11. lokatę, nad Pogonią Staszów, AZS Rzeszów i Stalą Łańcut. W następnym sezonie (1986/1987) Sokołowianie byli 10. ekipą w stawce. Przygoda z Klasą Międzywojewódzką dobiegła końca po sezonie 1987/1988. Tutejsi piłkarze znaleźli się na ostatnim 14. miejscu w lidze. W tym czasie Klasa Międzywojewódzka Rzeszów-Tarnobrzeg skupiała drużyny nie tylko z obecnego województwa podkarpackiego, ale też świętokrzyskiego: Wisła Sandomierz, Czarni Połaniec, Pogoń Staszów i lubelskiego: Metalowiec Janów Lubelski.

#### Okres transformacji ustrojowej

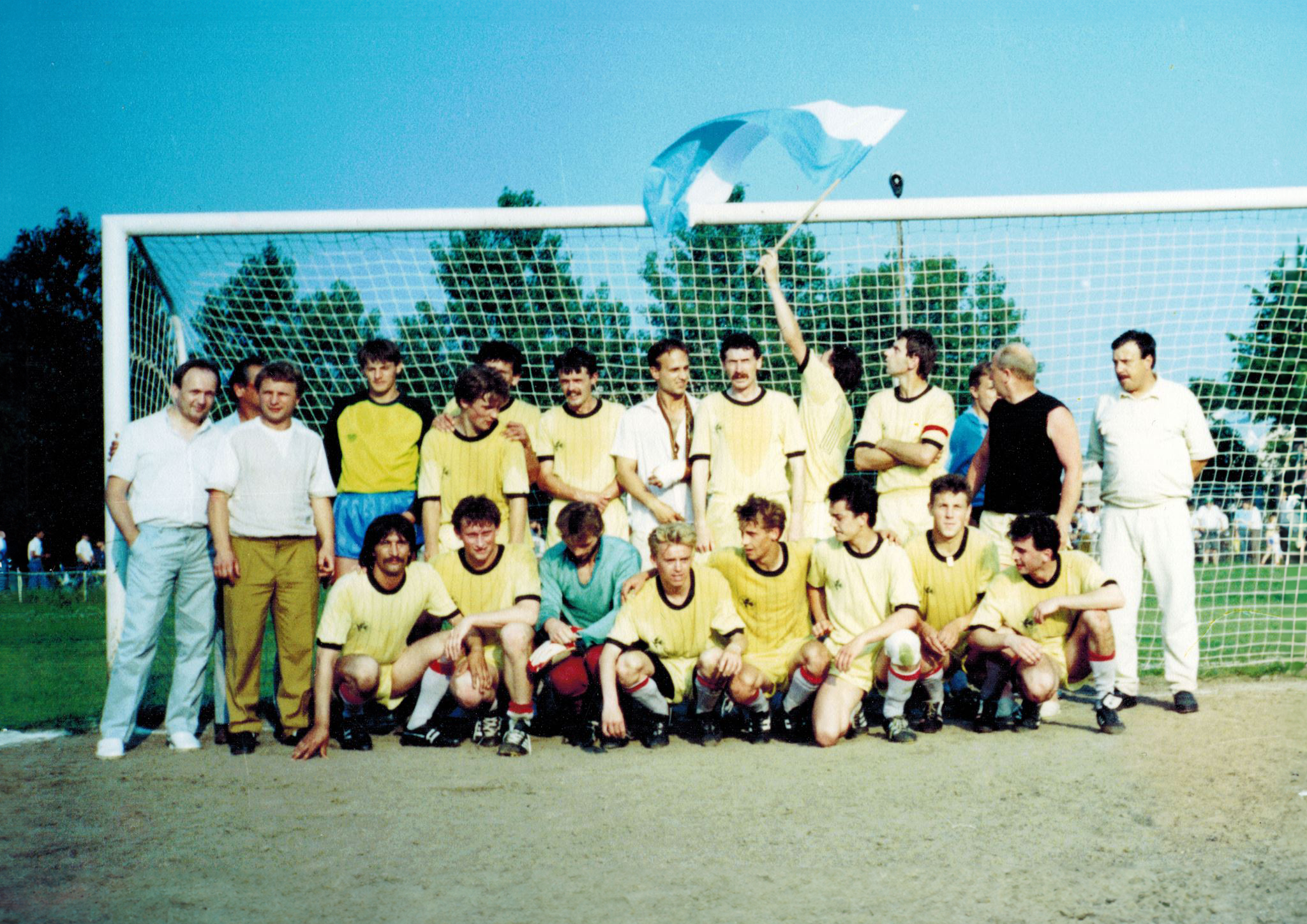
Piłkarze KS Sokołowianka Sokołów Małopolski po awansie do Klasy R (1995)

Tuż przed upadkiem PRL w Polsce Sokołowianie zanotowali słabszy sezon Klasie Wojewódzkiej w sezonie 1988/1989, w której nie udało się utrzymać (11. miejsce w lidze) i nastąpił spadek do Klasy A. W tej, w sezonie 1988/1989 Sokołów zakończył na 2. miejscu. Powrotny awans nastąpił w drugim sezonie – 1990/1991. Sokołowianka zdystansowała pozostałe kluby i z dużą przewagą wygrała ligę z bilansem bramkowym 103:22 i 40 punktami na koncie.
Transformacja systemu przyniosła duże problemy finansowe klubu, a od 1990 roku Sokołowianka była już wyłącznie jednosekcyjnym klubem.

## Sezony ligowe[7][45][9][46]
| Sezon     | Klasa | Liga                           | Msc.   | Mecze | Z. | R. | P. | Gole   | Pkt. | Uwagi                                                                      |
| --------- | ----- | ------------------------------ | ------ | ----- | -- | -- | -- | ------ | ---- | -------------------------------------------------------------------------- |
| 1927-1939 |       |                                |        |       |    |    |    |        |      | Brak danych z tego okresu                                                  |
| 1948/1949 | 4     | Kl. C, Gr. Rzeszowska          | ?/?    |       |    |    |    |        |      |                                                                            |
| 1949/1950 | 5     | Kl. C, Gr. Rzeszowska (Północ) | 7/9    | 14    |    |    |    | 25:37  | 9    |                                                                            |
| 1950      | 5     | Kl. C, Gr. Rzeszowska (Północ) | ?/10   |       |    |    |    |        |      |                                                                            |
| 1951      | 4     | Kl. P (Kolbuszowa)             | 1/4    | 6     | 6  | 0  | 0  |        | 12   | Awans do baraży o Klasę Wojewódzką                                         |
| 1952      | 4     | Kl. II                         | 3/5    | 8     | 2  | 3  | 3  |        | 7    |                                                                            |
| 1953      | 5     | Kl. B Gr. Mielecka             | 5/9    |       |    |    |    |        |      |                                                                            |
| 1954      | 5     | Kl. B Gr. Mielecka             | 9/9    | 9     | 0  | 0  | 9  |        | 0    | Spadek                                                                     |
| 1955      | 6     | Kl. C                          | ?/8    |       |    |    |    |        |      |                                                                            |
| 1956      | 6     | Kl. C                          | 1/8    |       |    |    |    |        |      | Awans                                                                      |
| 1957      | 5     | Kl. B Gr. Rzeszowska (Zachód)  | 7/9*   | 22    |    |    |    | 23:40  | 10   | *Lokata po 14. ligowych kolejkach                                          |
| 1958      | 5     | Kl. B Gr. Rzeszowska (Zachód)  | 14/15  | 26    | 7  | 2  | 17 | 48:115 | 16   | Spadek                                                                     |
| 1959      | 6     | Kl. C Gr. II Rozwadowska       | 1/5    | 4     | 3  | 1  | 0  | 27:9   | 7    | Awans po barażach                                                          |
| 1960      | 5     | Kl. B Gr. Rozwadowska          | 6/12   | 11    | 5  | 1  | 3  | 26:31  | 11   | Reorganizacja rozgrywek po I rundzie (zmiana na system jesień/zima)        |
| 1960/1961 | 5     | Kl. B Gr. Rozwadowska          | 2/11   | 20    | 12 | 2  | 6  | 54:35  | 26   |                                                                            |
| 1961/1962 | 5     | Kl. B Gr. Rozwadowska          | 1/10   | 18    | 14 | 3  | 1  |        | 31   | Awans Stali II Mielec                                                      |
| 1962/1963 | 5     | Kl. B Gr. Rzeszowska           | 4/10   | 21    | 9  | 6  | 6  | 40:39  | 27   |                                                                            |
| 1963/1964 | 5     | Kl. B Gr. Rzeszowska           | 3/11*  |       |    |    |    |        |      | *Lokata po rundzie jesiennej                                               |
| 1964/1965 | 5     | Kl. B Gr. Rzeszowska           | 9/12   | 22    |    |    |    | 39:52  | 18   |                                                                            |
| 1965/1966 | 5     | Kl. B Gr. Tarnobrzeska         | 7/10   |       |    |    |    |        |      |                                                                            |
| 1966/1967 | 5     | Kl. B Gr. Tarnobrzeska         | 6/10   |       |    |    |    |        |      |                                                                            |
| 1967/1968 | 5     | Kl. B Gr. Rzeszowska           | 3/11   | 20    |    |    |    | 41:32  | 26   | Awans                                                                      |
| 1968/1969 | 5     | Kl. A                          | 9/20   | 22    | 10 | 6  | 7  | 36:30  | 26   |                                                                            |
| 1969/1970 | 5     | Kl. A Gr. II                   | 2/13   | 24    | 13 | 7  | 4  | 61:38  | 33   |                                                                            |
| 1970/1971 | 5     | Kl. A                          | 6/14   | 26    | 12 | 4  | 10 | 43:28  | 28   |                                                                            |
| 1971/1972 | 5     | Kl. A                          | 1/14   | 26    | 18 | 3  | 5  | 50:34  | 39   | Awans                                                                      |
| 1972/1973 | 4     | Kl. Okręgowa                   | 13/14  | 26    | 6  | 3  | 17 | 16:44  | 15   | Reorganizacja rozgrywek po zakończeniu sezonu                              |
| 1973/1974 | 3     | III liga                       | 17/18  | 34    | 3  | 10 | 21 | 29:93  | 16   | Spadek                                                                     |
| 1974/1975 | 4     | Kl. M Gr. II (Północ)          | 9/14   | 26    | 10 | 2  | 14 | 43:53  | 22   |                                                                            |
| 1975/1976 | 4     | Kl. A Gr. II                   | 8/14   | 26    | 9  | 7  | 10 | 34:44  | 24   | Reorganizacja rozgrywek po zakończeniu sezonu                              |
| 1976/1977 | 4     | Kl. W Gr. Rzeszowska           | 11/14  | 26    | 6  | 5  | 15 | 25:58  | 17   | Spadek                                                                     |
| 1977/1978 | 5     | Kl. W Gr. Rzeszowska           | 13/14  | 26    | 5  | 7  | 14 | 27:27  | 17   |                                                                            |
| 1978/1979 | 5     | Kl. W Gr. Rzeszowska           | 4/14   | 26    | 14 | 4  | 8  | 36:33  | 32   |                                                                            |
| 1979/1980 | 5     | Kl. W Gr. Rzeszowska           | 11/15  | 28    | 9  | 8  | 11 | 33:36  | 24   |                                                                            |
| 1980/1981 | 5     | Kl. W Gr. Rzeszowska           | 5/14   | 26    | 12 | 6  | 8  | 56:39  | 30   |                                                                            |
| 1981/1982 | 5     | Kl. W Gr. Rzeszowska           | 4/14   | 26    | 14 | 5  | 7  | 58:43  | 33   |                                                                            |
| 1982/1983 | 5     | Kl. W Gr. Rzeszowska           | 8/14   | 26    | 8  | 10 | 8  | 31:27  | 6    |                                                                            |
| 1983/1984 | 5     | Kl. W Gr. Rzeszowska           | 5/14   | 26    | 11 | 6  | 8  | 46:42  | 28   |                                                                            |
| 1984/1985 | 5     | Kl. W Gr. Rzeszowska           | 2/14   | 26    | 16 | 7  | 3  | 51:14  | 39   | Awans                                                                      |
| 1985/1986 | 4     | Kl. M Gr. Rzeszów-Tarnobrzeg   | 11/14  | 26    | 7  | 7  | 12 | 42:44  | 21   |                                                                            |
| 1986/1987 | 4     | Kl. M Gr. Rzeszów-Tarnobrzeg   | 10/14  | 26    | 10 | 6  | 10 | 26:41  | 26   |                                                                            |
| 1987/1988 | 4     | Kl. M Gr. Rzeszów-Tarnobrzeg   | 14/14  | 26    | 6  | 6  | 13 | 30:54  | 18   | Spadek                                                                     |
| 1988/1989 | 5     | Kl. W Gr. Rzeszowska           | 11/14  | 26    | 9  | 5  | 12 | 34:36  | 20   | Spadek                                                                     |
| 1989/1990 | 6     | Kl. A                          | 2/12   | 22    |    |    |    | 56:26  | 34   |                                                                            |
| 1990/1991 | 6     | Kl. A                          | 1/12   | 22    | 19 | 1  | 1  | 103:22 | 40   | Awans                                                                      |
| 1991/1992 | 5     | Kl. O, Gr. Rzeszów             | 4/16   | 30    | 13 | 10 | 7  | 67:38  | 36   |                                                                            |
| 1992/1993 | 5     | Kl. O, Gr. Rzeszów             | 9/16   | 30    | 13 | 6  | 11 | 72:54  | 28   |                                                                            |
| 1993/1994 | 5     | Kl. O, Gr. Rzeszów             | 7/16   | 30    | 14 | 6  | 10 | 59:54  | 34   |                                                                            |
| 1994/1995 | 5     | Kl. O, Gr. Rzeszów             | 1/16   | 30    | 25 | 3  | 2  | 88:26  | 53   | Awans                                                                      |
| 1995/1996 | 4     | Kl. R Rzeszowska               | 11/16  | 30    | 10 | 7  | 13 | 35:40  | 37   | Od tego sezonu 3 pkt. za zwycięstwo                                        |
| 1996/1997 | 4     | Kl. R Rzeszów-Krosno-Przemyśl  | 6/16   | 30    | 10 | 10 | 10 | 50:53  | 40   |                                                                            |
| 1997/1998 | 4     | Kl. R Rzeszów-Krosno-Przemyśl  | 6/16   | 30    | 14 | 4  | 12 | 56:46  | 46   |                                                                            |
| 1998/1999 | 4     | IV liga                        | 8/18   | 34    | 15 | 6  | 14 | 39:44  | 51   |                                                                            |
| 1999/2000 | 4     | IV liga                        | 11/19  | 36    | 13 | 10 | 11 | 53:52  | 49   |                                                                            |
| 2000/2001 | 4     | IV liga                        | 19/19* | 19    | 3  | 2  | 13 | 13:38  | 11*  | Zespół wycofany z rozgrywek po rundzie jesiennej i zdegradowany do Klasy A |
| 2001/2002 | 6     | Kl. A Gr. Łańcut               | 3/14   | 26    |    |    |    | 54:32  | 46   |                                                                            |
| 2002/2003 | 6     | Kl. A Gr. Łańcut               | 1/14   | 26    | 20 | 4  | 2  | 90:25  | 64   |                                                                            |
| 2003/2004 | 5     | Kl. O, Gr. Rzeszów             | 6/16   | 30    | 13 | 12 | 5  | 64:40  | 51   |                                                                            |
| 2004/2005 | 5     | Kl. O, Gr. Rzeszów             | 13/16  | 30    | 8  | 11 | 11 | 43:53  | 35   |                                                                            |
| 2005/2006 | 5     | Kl. O, Gr. Rzeszów             | 7/16   | 30    | 11 | 5  | 12 | 39:48  | 38   |                                                                            |
| 2006/2007 | 5     | Kl. O, Gr. Rzeszów             | 11/16  | 30    | 9  | 5  | 16 | 41:52  | 32   |                                                                            |
| 2007/2008 | 5     | Kl. O, Gr. Rzeszów             | 12/16  | 30    | 9  | 6  | 15 | 32:47  | 33   |                                                                            |
| 2008/2009 | 6     | Kl. O, Gr. Rzeszów             | 15/16  | 30    | 7  | 3  | 20 | 28:76  | 24   | Spadek                                                                     |
| 2009/2010 | 7     | Kl. A Gr. Rzeszów              | 7/14   | 26    | 11 | 4  | 11 | 48:51  | 37   |                                                                            |
| 2010/2011 | 7     | Kl. A Gr. Rzeszów              | 11/14  | 26    | 8  | 4  | 14 | 40:58  | 28   |                                                                            |
| 2011/2012 | 7     | Kl. A Gr. Rzeszów              | 4/14   | 26    | 16 | 1  | 9  | 80:38  | 49   |                                                                            |
| 2012/2013 | 7     | Kl. A Gr. Rzeszów              | 1/14   | 26    | 17 | 4  | 5  | 69:33  | 55   | Awans                                                                      |
| 2013/2014 | 6     | Kl. O, Gr. Rzeszów             | 11/17  | 32    | 14 | 3  | 15 | 60:67  | 45   |                                                                            |
| 2014/2015 | 6     | Kl. O, Gr. Rzeszów             | 6/16   | 30    | 13 | 6  | 11 | 51:51  | 45   |                                                                            |
| 2015/2016 | 6     | Kl. O, Gr. Rzeszów             | 2/16   | 30    | 21 | 4  | 5  | 78:42  | 60   |                                                                            |
| 2016/2017 | 6     | Kl. O, Gr. Rzeszów             | 7/17   | 32    | 14 | 10 | 8  | 56:43  | 52   |                                                                            |
| 2017/2018 | 6     | Kl. O, Gr. Rzeszów             | 6/16   | 30    | 11 | 12 | 7  | 68:49  | 45   |                                                                            |
| 2018/2019 | 6     | Kl. O, Gr. Rzeszów             | 2/16   | 30    | 20 | 5  | 5  | 80:42  | 65   |                                                                            |
| 2019/2020 | 6     | Kl. O, Gr. Rzeszów             | 3/17   | 16    | 10 | 2  | 4  | 44:16  | 32   | Sezon zakończony po rundzie jesiennej wskutek pandemii COVID-19            |
| 2020/2021 | 6     | Kl. O, Gr. Rzeszów             | 7/19   | 36    | 19 | 4  | 13 | 101:64 | 61   |                                                                            |
| 2021/2022 | 6     | Kl. O, Gr. Rzeszów             | 4/18   | 34    | 22 | 3  | 9  | 83:47  | 69   |                                                                            |
| 2022/2023 | 6     | Kl. O, Gr. Rzeszów             | 7/16   | 30    | 13 | 6  | 11 | 51:54  | 45   |                                                                            |
| 2023/2024 | 6     | Kl. O, Gr. Rzeszów             | 7/16   | 30    | 14 | 6  | 10 | 68:59  | 48   |                                                                            |
| 2024/2025 | 6     | Kl. O, Gr. Rzeszów             | ?/16   |       |    |    |    |        |      |                                                                            |

## Stadion
Stadion TG Sokół

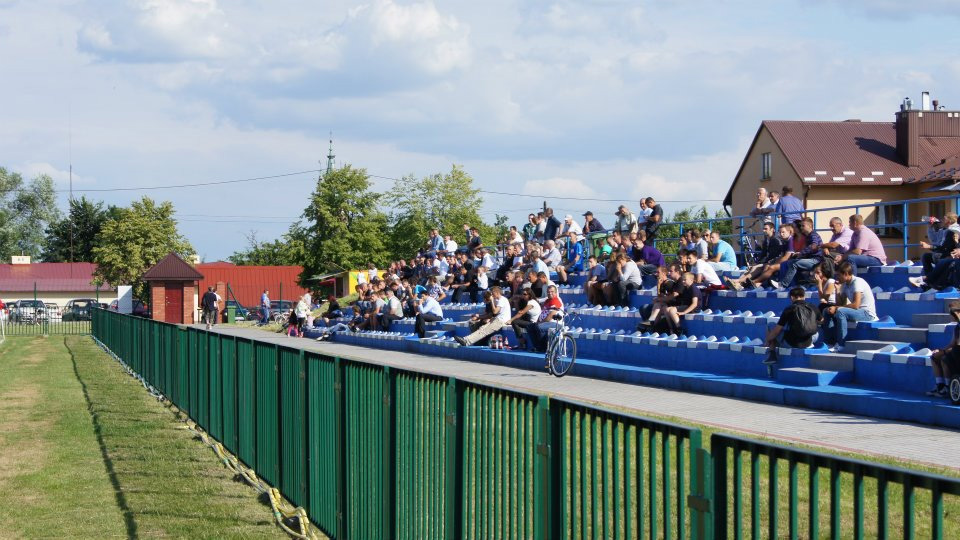
Trybuny stadionu podczas meczu (2012)

- Adres: ul. Polna 1, Sokołów Małopolski
- Pełna pojemność: około 1200 miejsc
- Miejsca siedzące (krzesełka): 850 miejsc
- Oświetlenie: brak
- Ostatnia renowacja: 2011-2012
- Wymiary płyty boiska: 104m x 63m
- Bilety wstępu na mecz: normalny: 5 zł | ulgowy: 2 zł

## Kibice

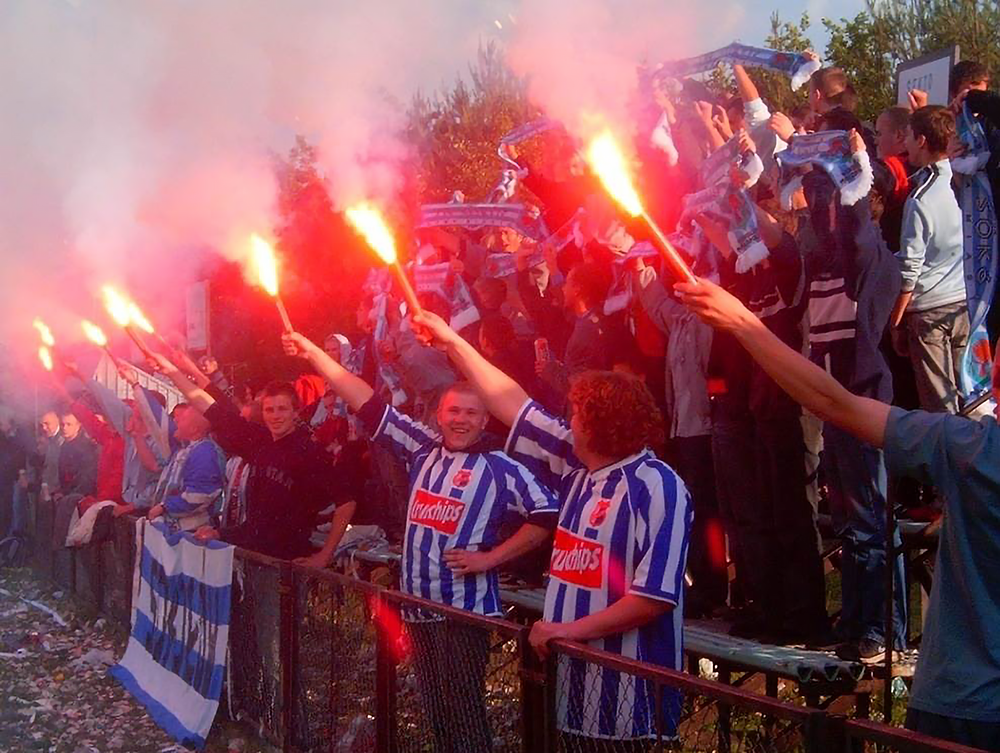
Kibice z grupy SH'05 podczas wyjazdowego meczu ligowego (2005)

W latach 2005–2008 istniała grupa SH'05 prowadząca zorganizowany doping na meczach TG Sokół. Obecnie kibice klubu nie prowadzą zorganizowanego dopingu.

## Znani zawodnicy
| Zygmunt Marciniak  |
| Kazimierz Cholewa  |
| Władysław Patycki  |
| Mariusz Stelmach   |
| Piotr Piechniak    |
| Zdzisław Napieracz |
| Janusz Czyrek      |
| Tadeusz Złamaniec  |

## Prezesi klubu[47][48]
| Lp. | Imię i nazwisko             | Okres pracy | Okres pracy |
| --- | --------------------------- | ----------- | ----------- |
| 1.  | Karol de Rüdenstein Rampelt | 17.11.1894  | ?           |
| 2.  | Ignacy Pasierb              | ?           | ?           |
| 3.  | Jakub Stąpor                | ?           | ?           |
| 4.  | Franciszek Stąpor           | ?           | ?           |
| 5.  | Jan Grzybczyk-Rejent        | 1918        | ?           |
| 6.  | Wincenty Stawiarski         | ?           | 1939        |
| 7.  | Antoni Bałajewicz           | 15.11.1947  | 14.01.1950  |
| 8.  | Jan Mikulaniec              | 14.01.1950  | 04.01.1951  |
| 9.  | Marcin Kuryś                | 04.01.1951  | 02.02.1952  |
| 10. | Franciszek Ożóg             | 02.02.1952  | 11.03.1953  |
| 11. | Roman Babula                | 11.03.1953  | 13.03.1954  |
| 12. | Marcin Gabriel              | 13.03.1954  | 28.02.1955  |
| 13. | Teodor Piękoś               | 28.02.1955  | 07.04.1957  |
| 14. | Kazimierz Stawiarski        | 07.04.1957  | 09.03.1958  |
| 15. | Teodor Piękoś               | 09.03.1958  | 08.03.1959  |
| 16. | Kazimierz Stawiarski        | 08.03.1959  | 05.02.1961  |

| Lp. | Imię i nazwisko      | Okres pracy | Okres pracy |
| --- | -------------------- | ----------- | ----------- |
| 17. | Teodor Piękoś        | 05.02.1961  | 01.08.1961  |
| 18. | Jan Osiniak          | 01.08.1961  | 1.02.1962   |
| 19. | Teodor Piękoś        | 11.02.1962  | 06.04.1965  |
| 20. | Kazimierz Stawiarski | 06.04.1965  | 06.03.1966  |
| 21. | Stanisław Chorzępa   | 06.03.1966  | 22.01.1981  |
| 22. | Jan Bieńkowski       | 22.01.1981  | 03.07.1988  |
| 23. | Władysław Frącz      | 03.07.1988  | 01.08.1988  |
| 24. | Jan Bieńkowski       | 01.08.1988  | 02.08.1999  |
| 25. | Tadeusz Piela        | 02.08.1999  | 2004        |
| 26. | Kazimierz Woś        | 2004        | 2007        |
| 27. | Piotr Holdenmajer    | 2007        | 2007        |
| 28. | Kazimierz Woś        | 2007        | 2011        |
| 29. | Mateusz Szot         | 2011        | 2014        |
| 30. | Mirosław Kus         | 2014        | 2014        |
| 31. | Sławomir Dec         | 2014        | obecnie     |